# 马德莱娜大道
马德莱娜大道（Boulevard de la Madeleine）是巴黎东西走向连贯的四条“grands boulevards”之一，自西向东包括马德莱娜大道、卡布辛大道（Boulevard des Capucines）、意大利大道和蒙马特大道。 
马德莱娜大道起于Cambon路，止于马德莱娜教堂旁的马德莱娜广场，全长220米，宽43.3米。
马德莱娜大道11号，是小仲马的小说《茶花女》和威尔第的歌剧《茶花女》中所描绘的交际花玛丽·杜普蕾西丝（Marie Duplessis）生活和死去的地方。
马德莱娜大道西端有马德莱娜地铁站。